# Districtul Unna
Districtul Unna este un district rural  (în germană Kreis) în landul Renania de Nord-Westfalia, Germania.